# Alafia erythrophthalma
Alafia erythrophthalma là một loài thực vật có hoa trong họ La bố ma. Loài này được (K.Schum.) Leeuwenb. mô tả khoa học đầu tiên năm 1996.